# Список богомолів Північної Македонії
У фауні Північної Македонії відомо 4-5 видів богомолів. Богомоли поширені в основному в субтропічних та тропічних країнах з теплим кліматом, лише окремі види зустрічаються у помірному кліматі. Фауна Північної Македонії вивчена недостатньо, іноземні ентомологи мало звертали увагу на територію сучасної країни. Сучасні дослідження виявили 4 види богомолів у Північній Македонії, вказівка на існування ще одного виду є сумнівною.
У 2018 році були непевні відомості про виявлення в країні деревного богомола закавказького.

## Список видів
| Наукова назва, автор, рік опису  | Таксономія          | Статус МСОП | Зображення | Зауваження щодо поширення                                                                                                   |
| Mantis religiosa Linnaeus, 1758  | Родина Mantidae     | LC          |            | Знайдений у багатьох регіонах країни                                                                                        |
| Empusa fasciata Brullé, 1832     | Родина емпузові     | -           |            | Знайдений у багатьох регіонах країни                                                                                        |
| Iris oratoria Linnaeus, 1758     | Родина Tarachodidae | -           |            | 2 знахідки в Скоп'є та поблизу нього                                                                                        |
| Ameles heldreichi Brunner, 1882  | Родина Mantidae     | —           |            | Виявлений на півночі (район Скоп'є), на південному заході в околицях Струги, на південному сході поблизу Дойранського озера |
| Ameles decolor Charpentier, 1825 | Родина Mantidae     | —           |            | Сумнівні згадки в каталозі 1967 року, можливо переплутано з Ameles heldreichi                                               |